# Allez Allez
Allez Allez was in de jaren 80 een Belgische funkgroep die actief was in 1982 en 1983.
Het waarmerk van Allez Allez waren hoogst dansbare en aanstekelijke ritmes, Afrikaanse invloeden en zang van hoge kwaliteit. Tezamen vormde dit een krachtig en funky mengsel. De groep werd aangevoerd door de Amerikaanse zangeres Sarah Osborne.
Ze hadden hits met nummers "Allez Allez" en "African Queen".
Aangevoerd door de single "She's stirring up" wekte het mini-album "African Queen" een hoop interesse in 1982. Het album bracht hen tot op het podium van Torhout-Werchter in dat jaar. De song "African Queen (pour la grâce)" van hetzelfde album is een eerbetoon aan Grace Jones.
Nadat ze "Promises" hadden uitgebracht verliet Osborne de groep, zij ging trouwen met Glenn Gregory, de zanger van Heaven 17. Jackie Irwin verving Osborne, maar ook dit was geen succes.
Bassist Marka (echte naam: Serge Van Laeken) werd achteraf een bekende zanger in de Franstalige wereld. Hij is ook de vader van rapper Roméo Elvis en zangeres Angèle.
Leden :
- Sarah Osbourne / Jackie Irwin (zang)
- Marcassou (bas)
- Christian Debusscher (gitaar)
- Nico Fransolet (gitaar)
- Robbie Bindels (drums)
- Roland Bindi (percussie)